# Казапрота
Казапрота (італ. Casaprota) — муніципалітет в Італії, у регіоні Лаціо,  провінція Рієті.
Казапрота розташована на відстані близько 50 км на північний схід від Рима, 18 км на південь від Рієті.
Населення — 755 осіб (2014).
Щорічний фестиваль відбувається 29 вересня. Покровитель — san Michele Arcangelo.

## Демографія
Населення за роками:

Станом на 1 січня 2023 року в муніципалітеті офіційно проживало 69 іноземців з 17 країн, серед них 39 громадян країн Євросоюзу та 4 громадяни України.

## Сусідні муніципалітети
- Фрассо-Сабіно
- Момпео
- Монтенеро-Сабіно
- Поджо-Натіво
- Поджо-Сан-Лоренцо
- Торричелла-ін-Сабіна